# 숭늉

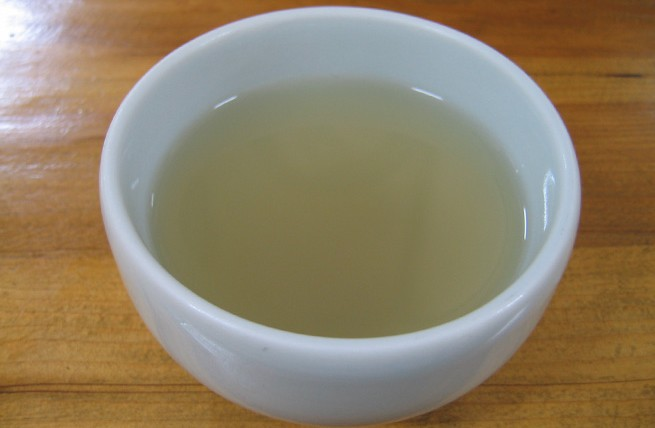
숭늉

숭늉(영어: scorched rice tea, sungnyung)은 밥솥 바닥에 눌어붙은 누룽지에 물을 붓고 한 소끔 끓여 만든 음료이다. 반탕(飯湯)·취탕(炊湯)이라고도 한다. 김광언의 민속지(김광언, 조선일보사, 1994.)에 따르면 한국인들은 과거 전통적인 조리도구로 가마솥을 이용하여 밥을 지었으며, 조리과정에 솥 바닥에 눌어 붙은 밥에 물을 부어 끓여 숭늉을 만들어 식사를 마치는 음료로 즐겨 마셨다. 쌀문화를 공유하는 한,중,일 중 숭늉은 한국만이 즐기는 음식문화이다. 일설에 의하면 일본에서는 한반도 도래인의 후손인 황실에서만 숭늉을 먹는다고 한다. 최근까지는 일부 절에서 식사 후에 밥풀을 없애려고 밥그릇에 따라 먹는다. 숭늉은 고유어처럼 보이나 실은 ‘숙냉(熟冷)’이라는 한자어가 변한 말이다.

## 유래

### 숭늉이 나오는 고서
이 숭늉이 언제부터 있었는지 알 수 없으나 《임원경제지》에서 숭늉을 숙수(熟水)라 하였고, 《계림유사(鷄林類事)》에 “숙수를 이근몰(泥根沒 : 익은 물)이라 한다.”는 표현이 나오므로 고려 초나 중엽에 존재하였던 것으로 추측된다.

### 밥 짓는 법과 부엌 구조
숭늉은 한국 고유의 음료로 밥 짓는 법과 관계가 깊다. 중국의 밥 짓기는 처음에 물을 풍부하게 넣어서 충분히 끓어오르면 물을 퍼내고 약한 불로 뜸을 들이거나 다시 찌므로 숭늉이 발달하지 못하였다. 일본에서는 한국과 같은 방법으로 밥을 짓지만 숭늉을 먹지 않는다. 이것은 부엌구조의 차이에서 오는 것으로 해석된다. 그리고 밥을 먹고 숭늉을 마시거나 숭늉에 밥을 말아 먹으면 식사의 순서가 끝나는 식문화를 형성하게 되었다. 전기밥솥의 보급으로 누룽지가 생기지 않게 되면서 숭늉을 마시는 풍속이 점차 사라지게 되었다.

### 짠 음식 문화
한국 음식은 맛이 짠 편이다. 그런데 옛 사람들은 밥을 짓고 나서 솥에 남은 누룽지에 물을 붓고 숭늉을 끓여 그것을 식후에 마셨다. 숭늉에는 누룽지에서 나온 포도당의 단맛과 탄수화물이 타면서 생긴 구수한 맛이 강하다. 그래서 짜고 매운 음식을 먹고 나서 숭늉을 마시면 산성으로 변한 입맛을 중화시켜 준다. 느끼한 중국 음식 후에 먹는 중국의 차와 같은 구실을 한국에서는 숭늉이 했다고 할 수 있다.

## 효능

### 소화 촉진
숭늉의 원료가 되는 누룽지는 밥이 솥바닥에 눌러 붙어서 만들어진 것이다. 그래서 대부분의 영양소는 밥과 비슷하다. 숭늉에 들어있는 가장 많은 성분이 탄수화물로, 탄수화물은 단당류, 이당류, 다당류로 분류된다. 다당류로 된 음식을 섭취하면 분해되어 단당류로 변하는데 이 단당류는 소화를 촉진하는 요소다. 누룽지와 숭늉에는 단당류 중 특히 덱스트린 성분이 많은데 이 때문에 누룽지를 먹으면 소화가 매우 빨리되는 것을 느낄 수 있다. 소화불량에 자주 걸리는 사람에게 안성맞춤이다.

### 항산화 작용, 신경 안정, 다이어트 효과
숭늉의 에탄올 추출물은 강한 항산화 작용을 하여 산성체질을 알칼리성으로 중화시켜준다. 쌀눈에 많이 함유된 성분인 가바는 신경을 안정시키고 지방분해를 촉진시켜 다이어트에도 효과가 있는 것으로 알려졌다.
실제로 밥이 익는 과정에서 영양분이 아래로 몰려 누룽지에 영양가가 많다는 말은 과학적으로도 근거가 있는 이야기다. 그러나 시중에서 나오는 식품 누룽지는 그냥 밥을 돌판에 펼쳐서 누린 것으로 밥을 하는 과정에서 밑에 영양분이 몰리며 생기는 누룽지와는 좀 다르다.

## 요리시 조심해야 할 점
일부에서는 누룽지나 숭늉 역시 음식이 탄 것으로 몸에 유해하지 않을까 하는 의구심을 가지고 있다. 이와 관련 식품영양학과 교수들은 “밥이 타면 일부 발암물질이 발생하기도 하지만 고기가 탈 때 발생하는 다이옥신 등에 비한다면 거의 없는 것과 마찬가지”라며 “집에서 만들어 먹는다면 태운 부분은 숭늉 끓이기 전에 들어내는 게 좋다”고 전한다.

## 현대 사회와 숭늉 문화
가마솥 대신 전기밥솥을 사용하면서 누룽지와 숭늉도 없어지는가 싶더니 최근엔 누룽지 기능이 추가된 밥솥, 누룽지 제과기, 누룽지 프라이팬까지 나왔다. 뿐만 아니라 누룽지 정식이며 누룽지 백숙 전문점이 유행하고 있으며, 누룽지로 만든 과자와 숭늉 음료도 등장하고 있다. 얼마전엔 컵라면 형태의 누룽지탕도 출시됐다.
일부 주부들 사이에선 ‘숭늉가루 만들기’도 유행이다. 돌솥에 쌀과 보리를 섞어 누룽지를 만든 후 모아서 햇볕에 바짝 말리고 방앗간에서 빻아 보관하다가 그때그때 끓여먹는 것. 대형마트마다 상품이 나와 있지만 영양과 위생을 고려해 직접 만들고 있는 것이다.

## 중국과 일본의 유사 음료
중국의 누룽지탕도 있고, 17세기 일본 문헌에 ‘식탕’이라는 숭늉 비슷한 음식이 나오는 것으로 미루어 쌀로 밥을 지어먹는 문화권에 누룽지와 숭늉이 없었던 것은 아니지만 일상적으로 누룽지를 숭늉으로 만들어 먹는 나라는 한국뿐이라고 한다.

## 관련 속담과 관용구
- 우물가에서 숭늉 찾다, 보리밭에 가 숭늉 찾는다: 모든 일에는 질서와 차례가 있는 법인데 일의 순서도 모르고 성급하게 덤빔을 비유적으로 이르는 말.[4]

- 숭늉에 물 탄 격:
  1. 구수한 숭늉에 물을 타서 숭늉 맛이 없어져 밍밍하게 되었다는 뜻으로, 음식이 매우 싱거운 경우를 비유적으로 이르는 말.
  2. 사람이 매우 싱거움을 비유적으로 이르는 말.
  3. 아무런 재미도 없이 밍밍한 경우를 비유적으로 이르는 말.[5]

- 김 안 나는 숭늉이 더 뜨겁다, 김 안 나는 숭늉이 덥다: 물이 한창 끓고 있을 때면 김은 나지 않지만 가장 뜨거운 것처럼, 공연히 떠벌리는 사람보다도 가만히 침묵을 지키고 있는 사람이 더 무섭고 야무지다는 말.[6]

## 같이 보기
- 누룽지